# ジョゼ・ルイス・メンデス・ロペス
ゼジーニョ（Zezinho）こと、ジョゼ・ルイス・メンデス・ロペス（ポルトガル語: José Luís Mendes Lopes、1992年9月23日 - ）は、ギニアビサウ・ビサウ出身のサッカー選手。同国代表。ポジションはMF。

## 経歴
2007年にギニアビサウのスポルティング・ビサウでキャリアをスタートさせ、2008年にポルトガルのスポルティングCPのユースチームに移籍し、2011年にトップチームに昇格した。

## 代表歴
ギニアビサウ代表として2010年にデビューを果たした。

## タイトル

### 個人
- アフリカネイションズカップ2017ベスト18